# Toarlyn Fitzpatrick
Toarlyn Lavon Fitzpatrick (Tampa, 4 settembre 1989) è un cestista statunitense, professionista in Europa.